# Cerkev puščavnikov
Cerkev puščavnikov (italijansko Chiesa degli Eremitani) je nekdanja avguštinska cerkev v gotskem slogu iz 13. stoletja v Padovi, pokrajina Benečija, Italija. Zdaj je znana tudi po tem, da meji na Cappello Scrovegni z Giottovimi freskami ter občinsko arheološko in umetniško galerijo: Musei Civici agli Eremitani, ki je v nekdanjem avguštinskem samostanu, ki je levo od vhoda.

## Zgodovina
Avguštinski bratje puščavniki, predhodniki sedanjega reda svetega Avguština, so prispeli v Padovo leta 1237. S pokroviteljstvom žene lokalnega plemiča Zaccaria dell'Arena in mesta je bila cerkev postavljena med letoma 1260 in 1276 in posvečena svetnikoma sv. Filipu in sv. Jakobu. Bratje so ostali v upravi samostana in cerkve do leta 1806, ko je Napoleonova oblast zatrla red in zaprla samostan. Cerkev je bila ponovno odprta za bogoslužja leta 1808 in leta 1817 preoblikovana v župnijsko cerkev.
Fasada je visoka z rozeto. Stranski portal iz 15. stoletja ima nizke reliefe, ki prikazujejo mesece, dokončal pa jih je Nicolò Baroncelli. Notranjost je enoladijska.
V cerkvi ni več znamenitih fresk kapele Ovetari, ki prikazujejo prizore iz življenja svetih Jakoba in Krištofa, ki jih je v letih 1448–1457 naslikal renesančni slikar Mantegna. Kapela je bila marca 1944 v veliki meri uničena z zračnim bombardiranjem zaveznikov v drugi svetovni vojni, ker je bila poleg nemškega štaba. Obstaja več kot 88.000 fragmentov, ki pokrivajo le 77 m², medtem ko jih je prvotno območje pokrivalo več sto.
Cerkev še vedno ohranja freske drugih slikarjev, vključno z Guarientom in Ansuino da Forlìjem. Cerkev vsebuje grobnice Jakopa II. da Carrara († 1351) in Ubertina da Carrara († 1345) da Carrara, gospodov Padove, oba Andriola de Santija (de Sanctis) in drugih. Prej so bili v cerkvi Sant'Agostino, vendar so jih preselili sem, potem ko je bila tam cerkev leta 1819 porušena.

## Galerija
- Ladja
- Grobnica Jacopa II da Carrara
- Mavzolej Marka Mantove Bonavides
- Grobnica Ubertina da Carrara